# Berkel Westpolder (metrostation)
Berkel Westpolder is een metrostation aan de metrolijn E van RandstadRail en de Rotterdamse metro. Het station ligt in Berkel en Rodenrijs, centraal in de nieuwbouwwijk Westpolder/Bolwerk. Het station heeft een overzichtelijk karakter, met glazen overkappingen, liften en trappen naar het perron. Het station is op 19 december 2008 in gebruik genomen, de officiële opening was op 19 januari 2009.

## Bouw
Het station is gebouwd naar een ontwerp van Maarten Struijs.
Op het dak van het perron richting Rotterdam Centraal staat in gele letters Zuidwaarts geschreven en het dak van het perron richting Den Haag Centraal vermeldt Noordwaarts.

## Buslijnen
Halte Berkel Westpolder heeft ook een bushalte. Op dit busstation stopt buslijn 174 (Station Rotterdam Noord - Station Delft), gereden door RET.
Den Haag Centraal  · Laan van NOI  · Voorburg 't Loo · Leidschendam-Voorburg · Forepark · Leidschenveen · Nootdorp · Pijnacker Centrum · Pijnacker Zuid · Berkel Westpolder · Rodenrijs · Meijersplein/Airport · Melanchthonweg · Blijdorp · Rotterdam Centraal  · Stadhuis · Beurs · Leuvehaven · Wilhelminaplein · Rijnhaven · Maashaven · Zuidplein · Slinge